# Nội Hồ
| Bờ sông Cơ Lung ở Nội Hồ |                          |
| Tên cũ: {{{old-name}}}   |                          |
| Vùng                     | Đông Đài Bắc             |
| Quận trưởng              | Trương Tấn Chân (張金鎮) |
| Diện tích                | Xếp hạng thứ 3 trên 12   |
| - Tổng                   | 31.5787 km²              |
| Dân số                   | Xếp hạng thứ 3 trên 12   |
| - Tổng                   | 263.651                  |
| - Mật độ dân số          | 8.349/km²                |
| Lý (里; li):             | 37                       |
| Lân (鄰; lin):           | 863                      |
| Mã bưu chính             | 114                      |
|                          |                          |

Nội Hồ (tiếng Trung: 內湖區; bính âm Hán ngữ: Nèihú Qū; bính âm thông dụng: Nèihú Cyu; Wade–Giles: Nei-hu Ch'u; Bạch thoại tự: Lāi-ô͘-khu) là một quận (khu) ở phía đông của Đài Bắc, Đài Loan. Quận có diện tích 31,5787 km2, dân số thời điểm tháng 4 năm 2011 là 263.651 người. Khu vực thu hút khách của quận là công viên Đại Hồ với cảnh quan hồ, cầu, miếu. Nội hồ có các đường núi thích hợp cho hoạt động leo núi.